# Ballads 1
Ballads 1 (cách điệu bằng cách viết hoa tất cả các chữ cái) là album phòng thu đầu tay của ca sĩ kiêm nhạc sĩ người Nhật Joji. Nó đóng vai trò là phần tiếp theo của EP In Tongues, album đầu tiên của anh với tư cách là Joji, và Pink Season, album duy nhất của anh được phát hành dưới bản ngã hiện đã nghỉ hưu Pink Guy. Nó được phát hành vào ngày 26 tháng 10 năm 2018 thông qua 88rising và 12Tone Music. Album ra mắt ở vị trí số ba trên bảng xếp hạng Billboard 200 của Mỹ cũng như vị trí số một trên bảng xếp hạng Top R&B/Hip-Hop Albums của Mỹ. Album đã được chứng nhận đĩa bạch kim bởi RIAA vào tháng 10 năm 2021.

## Biên soạn
Ballads 1 chủ yếu do chính Joji sản xuất và chỉ có một khách mời hát chính duy nhất, với Trippie Redd xuất hiện trong "R.I.P." mặc dù có góp mặt những nhà sản xuất nhạc khách mời như Clams Casino, D33J và Shlohmo. Album mang tính nội tâm và được viết về "thực tế của tình yêu, cuộc sống và mọi thứ ở giữa." Album trải dài từ những bài hát "đốn tim" và đôi khi là những bài hát vui vẻ hơn để ghi lại cảm giác "không ai lúc nào cũng buồn".
Theo Joji, trọng tâm của album là những bản ballad; và trong một cuộc phỏng vấn với Annie Mac, anh nói rằng anh cố gắng cho album đầy những bản ballad khác biệt theo "cách đặc biệt của riêng nó" và mạnh mẽ, thiết lập một hướng đi mới nhưng vẫn giữ "gốc rễ Joji" mà anh ấy đã thiết lập trong In Tongues.
Joji đã nói trong một cuộc phỏng vấn với Triple J rằng anh muốn thực hiện tiếp cận phong cách âm nhạc của mình theo chất pop hơn cho album, bắt đầu với đĩa đơn "Yeah Right".

## Phát hành và quảng bá
Ballads 1 được công bố vào ngày 12 tháng 9 năm 2018 cùng với việc phát hành đĩa đơn thứ hai của album "Slow Dancing in the Dark". Một video âm nhạc đi kèm do Jared Hogan đạo diễn đã được phát hành cùng ngày. Đĩa đơn chính, "Yeah Right" đã được phát hành vào ngày 8 tháng 5 năm 2018. Nó được phát hành cùng với một video âm nhạc và được sản xuất bởi Joji.
"Can't Get Over You" ược phát hành vào ngày 2 tháng 10 năm 2018 với một video đi kèm do Miller và SAINT đạo diễn. Ngày phát hành, ảnh bìa và danh sách bài hát của album đã được tiết lộ cùng ngày.
"Test Drive" được phát hành vào ngày 16 tháng 10 năm 2018 với một video đi kèm do James Defina đạo diễn.
Một video âm nhạc cho "Wanted U" được phát hành vào ngày 29 tháng 10 năm 2018, do Michael La Burt đạo diễn.

## Diễn biến thương mại
Ballads 1 ra mắt ở vị trí thứ 3 trên bảng xếp hạng Billboard 200, với 57.000 đơn vị album tương đương. Album đã được chứng nhận đĩa vàng kể từ ngày 16 tháng 1 năm 2020.

## Tiếp nhận chuyên môn
| Đánh giá chuyên môn | Đánh giá chuyên môn |
| Nguồn đánh giá      | Nguồn đánh giá      |
| Nguồn               | Đánh giá            |
| ------------------- | ------------------- |
| Highsnobiety        | 3/5                 |
| Pitchfork           | 6.7/10              |
| Rolling Stone       | [ 20 ]              |

Braudie Blais-Billie từ Pitchfork nói rằng "Album đầy đủ đầu tiên của Joji có một loạt khách mời với nỗ lực để giúp vượt qua giới hạn của những bức tường phòng ngủ và sự đau khổ nhàm chán của anh", tiếp tục viết "Ballad là một phong cách âm nhạc tuyệt vời cho Joji. Nó giữ được sự gần gũi day dứt trong âm nhạc của anh đồng thời làm cách tiếp cận của anh thân thiện với đài phát thanh hơn so với các bài hát rời rạc của In Tongues", cho điểm 6.7/10 cho album. Elias Leight từ Rolling Stone đã chấm cho album 3 trên 5 sao, khen ngợi quá trình phát triển từ EP In Tongues, sự thay đổi phong cách âm nhạc trong suốt album và khả năng sản xuất "một loại nhạc pop tự ti đặc biệt."
Các blog về Rap và R&B, hai thể loại công chúng mục tiêu chính của Miller, đã đánh giá tích cực về album. Highsnobiety đã cho dự án 3/5 sao, gọi nó là "gần như kinh điển" với "sản xuất đúng điểm" và khen ngợi sự tiến bộ của Miller. HotNewHipHop đã đánh giá album là "Rất Hot" và gọi album là "trơn tru." Tạp chí RIFF khen ngợi nỗ lực của Miller trong việc phát huy tiềm năng của mình và nói về "mảng âm thanh" của nó.

## Danh sách bài hát
Tất cả các ca khúc được viết bởi George Miller, ngoại trừ ghi chú.
| STT              | Nhan đề                                              | Sáng tác                | Sản xuất                               | Thời lượng |
| ---------------- | ---------------------------------------------------- | ----------------------- | -------------------------------------- | ---------- |
| 1.               | "Attention"                                          |                         | Joji                                   | 2:08       |
| 2.               | "Slow Dancing in the Dark"                           |                         | Joji Patrick Wimberly                  | 3:29       |
| 3.               | "Test Drive"                                         |                         | RL Grime                               | 2:59       |
| 4.               | "Wanted U"                                           |                         | Joji                                   | 4:11       |
| 5.               | "Can't Get Over You" (hợp tác với Clams Casino)      |                         | Thundercat Clams Casino Rogét Chahayed | 1:47       |
| 6.               | "Yeah Right"                                         |                         | Joji                                   | 2:54       |
| 7.               | "Why Am I Still in LA" (hợp tác với Shlohmo và D33J) |                         | Shlohmo D33J                           | 3:19       |
| 8.               | "No Fun"                                             |                         | Joji Jam City                          | 2:48       |
| 9.               | "Come Thru"                                          |                         | Shlohmo                                | 2:33       |
| 10.              | "R.I.P." (hợp tác với Trippie Redd)                  | Miller Michael White II | Joji Ryan Hemsworth                    | 2:38       |
| 11.              | "XNXX"                                               | Miller John Durham      | Joji Durham                            | 2:07       |
| 12.              | "I'll See You in 40"                                 |                         | Joji                                   | 4:13       |
| Tổng thời lượng: | Tổng thời lượng:                                     | Tổng thời lượng:        | Tổng thời lượng:                       | 35:06      |

## Những người thực hiện
Thông tin lấy từ Tidal.
| Kỹ thuật - Henry Laufer – phối khí (7), thu âm (7, 9) - Francisco "Frankie" Ramirez – phối khí (1, 3–5, 8–12), thu âm (1, 3, 4, 8–10), master (11) - Alison McGuire – phối khí (12), thu âm (12) - George Miller – thu âm (4, 5) - John Durham – thu âm (10, 11) - Igor Mamet – thu âm (10) - Chris Athens – master (1–5, 7–10, 12) - Jenna Felsenthal – trợ lý (1, 3–5, 8–12) - Emmanuel "Yizzo" Lemmon – trợ lý (8, 10, 11) | Âm nhạc - Patrick Wimberly – hát bổ sung (2) |

## Xếp hạng
| Bảng xếp hạng (2018–2019)                 | Vị trí cao nhất |
| ----------------------------------------- | --------------- |
| Album Úc (ARIA)                           | 17              |
| Album Bỉ (Ultratop Vlaanderen)            | 81              |
| Album Canada (Billboard)                  | 7               |
| Album Hà Lan (Album Top 100)              | 44              |
| Album Ireland (IRMA)                      | 37              |
| Album Litva (AGATA)                       | 1               |
| Album New Zealand (RMNZ)                  | 10              |
| Album Na Uy (VG-lista)                    | 4               |
| Album Thụy Điển (Sverigetopplistan)       | 47              |
| Album Anh Quốc (OCC)                      | 26              |
| Album Anh Quốc R&B (OCC)                  | 8               |
| Hoa Kỳ Billboard 200                      | 3               |
| Hoa Kỳ Top R&B/Hip-Hop Albums (Billboard) | 1               |

| Bảng xếp hạng (2019)         | Vị trí |
| ---------------------------- | ------ |
| Album Iceland (Plötutíóindi) | 84     |
| US Billboard 200             | 126    |

## Chứng nhận
| Quốc gia                                                    | Chứng nhận | Số đơn vị/doanh số chứng nhận |
| ----------------------------------------------------------- | ---------- | ----------------------------- |
| Canada (Music Canada)                                       | Bạch kim   | 80.000‡                       |
| Đan Mạch (IFPI Đan Mạch)                                    | Vàng       | 10.000‡                       |
| Anh Quốc (BPI)                                              | Bạc        | 60.000‡                       |
| Hoa Kỳ (RIAA)                                               | Bạch kim   | 1.000.000‡                    |
| ‡ Chứng nhận dựa theo doanh số tiêu thụ và phát trực tuyến. |            |                               |